# Boalhosa
Boalhosa es una freguesia portuguesa del concelho de Ponte de Lima, con 2,14 km² de superficie y 215 habitantes (2001). Su densidad de población es de 100,5 hab/km².